# Bergträsket (naturreservat)
Bergträsket är ett naturreservat i Kalix kommun i Norrbottens län.
Området är naturskyddat sedan 2007 och är 1,3 kvadratkilometer stort. Reservatet ligger söder om Bergträsket och består av lövrik grannaturskog, myrar och tjärnar. 